# Libiomfi
A Libiomfi színes magyar filmszatíra, amelyet többek között erősen fémjelez a Stefanovics Angéla–Végh Zsolt–Kálmánchelyi Zoltán hármas korábbi kisjátékfilm-alkotó tapasztalata. Elnyerte a 2003-as filmszemle diákzsűri-díját.

## Cselekmény
|  | Alább a cselekmény részletei következnek! |

A film egy színházi rendezőről szól, aki egyáltalán nem ért a színházhoz, és egyébként komplett őrült. A témát Liebe Attila története ihlette, aki Ózdon egy színjátszókört vezetett fiataloknak, és a nagy tanítás közben megfojtogatta növendékeit. E film Libi bácsija az általa feldolgozott Micimackó című darabot szeretné színre vinni, de ez a Micimackó nem az a Micimackó, amit mi ismerünk, az „elwaltdisneysedett”, hamis light Micimackó, mert ő vérvalóságot akar, hogy az ő állatfigurái igazán állatok legyenek… A film műfaja: tragikomikus szocio-mese-musical.

## Szereplők
A főbb szerepekben:
- Mucsi Zoltán
- Dióssi Gábor
- Végh Zsolt
- Stefanovics Angéla
- Kálmánchelyi Zoltán
- Gyuriska János
- Hajduk Károly
- Lázár Kati
- Székely B. Miklós

Szereplők még a filmben többek között: 
Ónodi Eszter, Kecskés Karina, Nagy Ervin, Kamarás Iván, Pindroch Csaba

## Külső hivatkozások
- Libiomfi a PORT.hu-n (magyarul)